# 別列佐維齊亞
50°52′38″N 33°2′12″E / 50.87722°N 33.03667°E
別列佐維齊亞（烏克蘭語：Березовиця），是烏克蘭北部的村莊，隸屬切爾尼希夫州的普里盧基區。該村面積0.02平方公里，海拔高度145米，2001年人口5，人口密度每平方公里217.39人。